# Don’t You (Forget About Me)
Don’t You (Forget About Me) (engl. für „Vergiss mich nicht“) ist ein Lied der schottischen Rockband Simple Minds aus dem Jahr 1985, geschrieben von Keith Forsey und Steve Schiff. Es ist Teil des Soundtracks zum Film The Breakfast Club.

## Entstehungsgeschichte
Keith Forsey und Steve Schiff, ein Gitarrist in Nina Hagens Band, komponierten Don’t You (Forget About Me) für den Soundtrack zum Spielfilm The Breakfast Club von John Hughes. Nachdem die Simple Minds die Aufnahme zunächst ablehnten, bot man den Song The Fixx, Bryan Ferry und Billy Idol an, die jedoch auch allesamt ablehnten. Schließlich wurde der Song abermals den Simple Minds angeboten, die der Aufnahme jetzt zustimmten. Er wurde von Forsey produziert und sowohl auf dem Soundtrack zum Film als auch als Single der Band veröffentlicht. Als deren B-Seite dafür wählten die Simple Minds ihre Komposition A Brass Band in African Chimes, die von Steve Lillywhite produziert wurde. Don’t You (Forget About Me) erschien auf keinem Studioalbum der Formation.
Billy Idol nahm das Lied im Jahr 2001 dann doch in einer eigenen Version auf, die auf seiner Greatest-Hits-Kompilation erschien.

## Musikvideo
Die Regie des Musikvideos führte Daniel Kleinman. Zu Beginn des Videoclips sieht man Jim Kerr in einem dunklen Raum mit einem Kronleuchter. Dann wird es hell im Raum. Man sieht ein Schaukelpferd und einen Sony-Fernseher, der Teile des Filmes Der Frühstücksclub zeigt.

## Veröffentlichung
Don’t You (Forget About Me) wurde in den USA im Februar 1985 veröffentlicht – in anderen Ländern erfolgte die Veröffentlichung später – und stieg dort, in Kanada und den Niederlanden auf Platz eins der Charts.

## Kommerzieller Erfolg

### Chartplatzierungen
In den deutschen Charts war die Single vom 13. Mai 1985 bis zum 20. Oktober 1985 insgesamt 23 Wochen lang vertreten, mit der besten Platzierung auf Platz vier für eine Woche.
Don’t You (Forget About Me)
| ChartsChartplatzierungen       | Höchstplatzierung | Wochen/ Monate |
| ------------------------------ | ----------------- | -------------- |
| Deutschland (GfK)              | 4 (23 Wo.)        | 23 Wo.         |
| Österreich (Ö3)                | 5 (3,5 Mt.)       | 3,5 Mt.        |
| Schweiz (IFPI)                 | 8 (16 Wo.)        | 16 Wo.         |
| Vereinigte Staaten (Billboard) | 1 (22 Wo.)        | 22 Wo.         |
| Vereinigtes Königreich (OCC)   | 7 (67 Wo.)        | 67 Wo.         |

| ChartsJahrescharts (1985)      | Platzierung |
| ------------------------------ | ----------- |
| Deutschland (GfK)              | 23          |
| Österreich (Ö3)                | 28          |
| Schweiz (IFPI)                 | 26          |
| Vereinigte Staaten (Billboard) | 16          |

Don’t You (Forget About Me) 1988
| ChartsChartplatzierungen     | Höchstplatzierung | Wochen |
| ---------------------------- | ----------------- | ------ |
| Vereinigtes Königreich (OCC) | 100 (2 Wo.)       | 2      |

### Auszeichnungen für Musikverkäufe
| Land/Region                  | Auszeichnungen für Musikverkäufe (Land/Region, Auszeichnung, Verkäufe) | Verkäufe  |
| ---------------------------- | ---------------------------------------------------------------------- | --------- |
| Dänemark (IFPI)              | Gold                                                                   | 45.000    |
| Deutschland (BVMI)           | Gold                                                                   | 250.000   |
| Italien (FIMI)               | Platin                                                                 | 50.000    |
| Kanada (MC)                  | Platin                                                                 | 100.000   |
| Neuseeland (RMNZ)            | 4× Platin                                                              | 120.000   |
| Spanien (Promusicae)         | Platin                                                                 | 60.000    |
| Vereinigtes Königreich (BPI) | 3× Platin                                                              | 1.800.000 |
| Insgesamt                    | 2× Gold · 10× Platin ·                                                 | 2.425.000 |

## Verwendung in anderen Medien
Das Lied ist in der Episode Peters dritter Frühling (2000) aus der Zeichentrickserie Family Guy, in der Episode Das Glück des Philip J. Fry (2001) aus Futurama, in der Episode Die harte Tour (2006) aus American Dad, in der Episode Teddy-Power (2011) aus Die Simpsons, in der Episode Die Frühstücksbande (2012) aus Victorious, in der zehnten Folge Die Untersuchung (2023) von Carol & The End of The World und in den Filmen American Pie (1999), Einfach zu haben (2010), Pitch Perfect (2012), The Kissing Booth (2018) und Bumblebee (2018) zu hören.

## Coverversionen (Auswahl)
- 1988: Jovanotti
- 1995: Life of Agony
- 1999: The Bouncing Souls
- 2001: Billy Idol
- 2002: Kim Wilde
- 2003: Yellowcard
- 2008: Atrocity
- 2008: Hermes House Band (Please Don’t Go (Don’t You))
- 2012: Victoria Justice